# Klemens (Wiernikowski)
Klemens, imię świeckie Konstantin Aleksandrowicz (lub Aleksiejewicz) Wiernikowski (ur. 21 stycznia?/2 lutego 1863 w guberni mińskiej, zm. 6 września?/19 września 1909 w Moskwie) – rosyjski biskup prawosławny.

## Życiorys
W 1886 ukończył seminarium duchowne w Mińsku i podjął naukę w Petersburskiej Akademii Duchownej. Będąc jej studentem, w 1889 złożył wieczyste śluby mnisze. W 1890 uzyskał tytuł kandydata nauk teologicznych, po czym został wyświęcony na hieromnicha i skierowany do pracy w seminarium duchownym w Chełmie w charakterze inspektora. W 1891 otrzymał godność archimandryty i został jego rektorem. Po roku przeniesiony na analogiczne stanowisko w moskiewskim seminarium duchownym. W 1897 został kapelanem cerkwi św. Mikołaja w Rzymie, przy ambasadzie rosyjskiej.
26 maja 1902 miała miejsce jego chirotonia na biskupa ufijskiego i mienzielińskiego, którą przeprowadził w soborze Trójcy Świętej Ławry Aleksandra Newskiego w Petersburgu metropolita petersburski i ładoski Antoni oraz inni konsekratorzy. W 1903 przeniesiony na katedrę podolską i bracławską. Już w roku następnym został przeniesiony w stan spoczynku z prawem uczestniczenia w pracach Świątobliwego Synodu Rządzącego i posługiwania się tytułem biskupa winnickiego. Prawo to odebrano mu w 1905. Zmarł cztery lata później w Moskwie.